# 阿蘇内牧温泉
阿蘇内牧温泉（あそうちのまきおんせん）は、熊本県阿蘇市（旧国肥後国）にある温泉。阿蘇温泉郷の一つで同温泉郷最大。阿蘇山の麓に位置する。

## 泉質
- 含石膏芒硝泉

豊富な湯量を誇り、約80ヶ所の源泉がある。

## 温泉街
内牧温泉は阿蘇温泉郷の中では桁違いに宿泊施設の数が多いが、非常に広範な範囲に亘って分散しているため、温泉街を形成していない。ロケーションは阿蘇外輪山のハイライトである大観峰から南下したカルデラ内で、田園地帯が広がっている。この田園地帯の中に約80の源泉と30近い宿泊施設が散らばっている。施設は様々で、文豪が愛した和風旅館から大型スパリゾートホテル、家族旅行向けの中小旅館から民宿まであらゆるニーズに対応している。
共同浴場も11軒と非常に多く、地元の人たちも盛んに利用している。
文学の街としても知られ、夏目漱石、与謝野夫妻などの文学碑がある。
2016年熊本地震後に、大半の泉源で温泉の湧出が停止し、その後の掘削し直しにより復旧している。九州大学の研究グループによって、この原因は地下における地盤の水平滑りとされ、さらに周辺で生じた地面の亀裂も断層ではなく、水平滑りによって説明できるとされた。

## 歴史
夏目漱石、種田山頭火、与謝野鉄幹・晶子夫妻など多くの文化人が訪れている。夏目漱石はこの地を舞台に「二百十日」を執筆している。
大正13年には内牧駅と温泉街を結ぶ内牧温泉鉄道の計画が立てられたが、短距離のため却下されている。

## アクセス
- 鉄道
  - JR九州豊肥本線阿蘇駅より九州産交バス杖立温泉行き、道尻経由宮地方面行きなどに乗車し「内牧」下車。
  - JR九州豊肥本線内牧駅より九州産交バス内牧経由阿蘇駅前ゆきに乗車し「内牧」下車。
  - JR九州豊肥本線宮地駅より九州産交バス内牧経由阿蘇駅前ゆき(「宮地・内牧循環」)に乗車し「内牧」下車。
  - 熊本駅・熊本桜町バスターミナルより九州横断バスに乗車し「阿蘇プラザホテル」下車。
- 自家用車
  - 九州自動車道熊本インターチェンジより国道57号、国道212号経由で35㎞。